# Ču-ke Liang
Ču-ke Liang (čínsky 諸葛亮, pinyin: Zhūgě Liàng; 181–234) byl čínský vojevůdce a politik státu Šu Chan období tří říší. Je často považován za největšího stratéga své doby. Byl nejen přední vojenský stratég a státník, ale také učenec a vynálezce.

## Život
Pocházel z Jang-tu v komandérii Lang-ja (dnes v okrese I-nan v městské prefektuře Lin-i v Šan-tungu). Roku 207 vstoupil do služby k Liou Pejovi, jednomu z vojevůdců, kteří si během rozpadu říše Chan rozdělili Čínu. S přispěním Ču-ke Lianga se Liou Pej spojil s dalším vojevůdcem Sun Čchüanem a roku 208 v bitvě u Rudých útesů porazili Cchao Cchaa. Liou Pej, Sun Čchüan a Cchao Cchao v následujících letech přemohli ostatní vojevůdce a rozdělili si Čínu, přičemž Liou Pej ovládl S'-čchuan, Ču-ke Liang patřil mezi jeho přední pomocníky.
Roku 220 Cchao Cchaův syn a nástupce Cchao Pchi sesadil posledního císaře říše Chan a prohlásil se císařem říše Wej. Liou Pej se poté roku 221 prohlásil císařem obnovené říše Chan, pro odlišení od původní nazývané Šu Chan (Šu byl název S'-čchuanu). Ču-ke Lianga jmenoval svým prvním ministrem. Po smrti Liou Peje a nástupu jeho mladého syna Liou Šana Ču-ke Liang prakticky převzal vládu nad státem Šu Chan. V několika taženích porazil kmeny Nan-man na jihu a zabezpečil si tak týl. Poté zahájil válku s říší Wej. Z pěti tažení však bylo úspěšné jen jedno a na poslední výpravě zemřel. Ču-ke Liang, je líčen v knize Wu-šuang pchu (neboli Seznam jedinečných hrdinů).